# 寶拉·布魯克斯
寶拉·布魯克斯（Paula Brooks）  是美國DC Comics出版的虛構漫畫人物。 她曾使用女獵手（Huntress）和母老虎（Tigress）稱號。 Paula Brooks 是運動大師的妻子，也是 阿提米絲·克羅克 的母親。

## 其他媒體

### 影集
- Paula Brooks / Tigress 在《蝙蝠俠智勇悍將》劇集“Aquaman 的離譜冒險”中客串
- Paula Brooks 出現在《 少年正義聯盟 (動畫)》中，由 胡凱莉 配音。在“停工期”一集中出場，在她行動不便於輪椅，她曾經是女獵手。她和她的小女兒 Artemis Crock 住在哥譚市的一個破舊公寓裡，她知道她的大女兒 柴郡貓 (漫畫) 身為刺客的行動。
- Evelyn Crawford Sharp / Artemis 的母親出現在《綠箭俠》第四季中，她是一名無名女性，與 Damien Darhk 和他的集團 H.I.V.E. 有關連。
- Paula Brooks / Tigress 出現在《逐星女》 中，由 Joy Osmanski 飾演[1]。這個版本是美國不義協會 (ISA) 的成員，擔任藍谷高中的體育老師。在試播集中，她在不情願地退休之前加入了 ISA 攻擊美國正義協會 (JSA)。在“正義協會”中，Brooks 和 Sportsmaster 退休後在試圖攔截 ISA 行動時壓制了 Stargirl 和她的朋友，卻被 S.T.R.I.P.E 趕走。在由兩部分組成的第一季結局“Stars and S.T.R.I.P.E.”中，布魯克斯和 Sportsmaster 協助 ISA 制定項目：新美國，但被 Stargirl 的 JSA 挫敗。在“暑期學校：第十三章”中，Artemis Crock 將 Brooks 和 Sportsmaster 從監獄中解救出來，以便他們可以幫助 Cindy Burman 和 JSA 對抗 Eclipso。此後，克羅克家族搬到了惠特莫爾杜根家族的隔壁。

## 內部連結
- 女獵手 (漫畫)
- 母老虎 (漫畫)

## 腳註
1. ↑  Boucher, Geoff. . Deadline. December 20, 2018  [December 20, 2018]. （原始内容存档于2018-12-21） （英语）.

## 外部連結
- 漫畫資料庫：女獵手I （页面存档备份，存于）
- 漫畫資料庫：母老虎II （页面存档备份，存于）